# Stavelot (1956)
Stavelot (M928) – belgijski trałowiec z lat 50. XX wieku, jedna z 26 zbudowanych dla Belgijskiej Marynarki Wojennej jednostek amerykańskiego typu Adjutant. Stępkę okrętu położono w kwietniu 1954 roku w stoczni J. Boel & Zonen w Temse, a w skład marynarki wojennej Belgii został przyjęty 21 lutego 1956 roku. Jednostkę wycofano ze służby w 1987 roku.

## Projekt i budowa
Projekt trałowców typu Adjutant (Blackbird) powstał jako rozwinięcie drugowojennych jednostek typu YMS . Okręty miały w większości zasilić floty państw sojuszniczych, w ramach Major Defense Acquisition Program (MDAP) . Spośród 159 zbudowanych jednostek oryginalnego typu Blackbird tylko 20 zasiliło United States Navy, a wiele zbudowano za granicą z amerykańską i brytyjską pomocą .
Przyszły „Stavelot” zbudowany został w stoczni J. Boel & Zonen w Temse . Stępkę okrętu położono w kwietniu 1954 roku, nieznana jest data wodowania . Na jednostce zamontowano sprowadzone z USA maszyny oraz uzbrojenie.

## Dane taktyczno-techniczne
Okręt był przybrzeżnym, małomagnetycznym trałowcem o długości całkowitej 44 metry (42 metry między pionami), szerokości 8,3 metra i zanurzeniu 2,6 metra. Kadłub okrętu wykonany był z drewna. Wyporność standardowa wynosiła 330 ton, a pełna 390 ton . Okręt napędzany był przez dwa silniki wysokoprężne General Motors 8-268A o łącznej mocy 880 KM, napędzających dwie śruby . Prędkość maksymalna jednostki wynosiła 13,5 węzła . Zapas paliwa wynosił 28 ton, co zapewniało zasięg 2700 Mm przy prędkości 10,5 węzła.
Uzbrojenie artyleryjskie jednostki składało się początkowo z podwójnego zestawu działek plot. kalibru 20 mm Oerlikon L/70 Mark 24 . Wyposażenie trałowe obejmowało trały: mechaniczny, elektromagnetyczny i akustyczny . Wyposażenie radioelektroniczne obejmowało radar nawigacyjny Decca 1229 oraz kadłubowy sonar AN/UQS-1 .
Załoga okrętu składała się z 36 oficerów, podoficerów i marynarzy .

## Służba
„Stavelot” został przyjęty w skład Belgijskiej Marynarki Wojennej 21 lutego 1956 roku. Okręt otrzymał numer burtowy M928. W 1969 roku dokonano zmiany uzbrojenia artyleryjskiego jednostki, w miejsce podwójnego zestawu działek Oerlikon montując pojedyncze działko plot. Bofors kal. 40 mm L/60 Mark 3 . Bazą jednostki była Ostenda. Okręt wycofano ze służby w 1987 roku .